# 维托里奥·莫雷利·迪波波洛
维托里奥·莫雷利·迪波波洛（義大利語：Vittorio Morelli di Popolo，1888年5月11日—1963年4月1日），意大利男子足球运动员，司职后卫。他曾代表意大利国奥队参加1912年夏季奥林匹克运动会足球比赛，获得第九名。